# Heckler & Koch

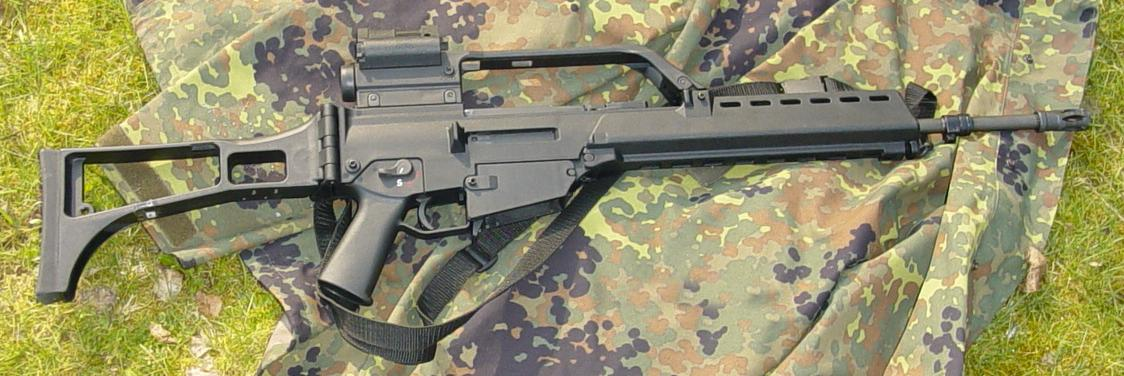
G36

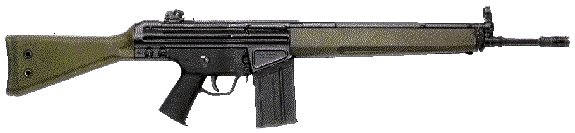
Heckler & Koch G3A3.

Heckler & Koch AG (H&K) är en tysk vapenfabrikant som tillverkar handeldvapen, automatkarbiner, kulsprutepistoler och granattillsatser. Företaget är i huvudsak förlagt i Oberndorf am Neckar i Baden-Württemberg, men har avdelningar i Storbritannien, Frankrike och USA.
Heckler & Koch fick 1956 uppdraget att producera tyska Bundeswehrs dåvarande standard-infanterivapen, G3. Detta vapen motsvarar AK4. Andra kända vapen från H&K är kulsprutepistolen MP5, MP7, pistolen P8 samt efterföljaren till G3, nya G36.

## Historia
Företaget grundades i december 1949 av ingenjörerna Edmund Heckler, Theodor Koch och Alex Seidel som tidigare arbetat vid Mauser. Man började med att tillverka delar för symaskiner, verktyg och maskiner. 1955 följde utveckling och tillverkning av vapen.
År 1956 fick Heckler & Koch uppdraget att producera tyska Bundeswehrs standard-infanterivapen, kallad G3, motsvarande Ak4.
Under 1960-talet kallade sig Heckler & Koch för Heko.
År 1991 togs Heckler & Koch över av British Aerospace.
Heckler & Koch har bedrivit mycket forskning gällande hylslös ammunition och detta resulterade i ett vapen som kallades G11. Forskningen är idag nedlagd.
Heckler & Koch tillverkar även några av världens bästa prickskyttegevär och även jaktgevär, bland annat halvautomatiska sådana.